# Албер Клод
 Албер Клод (на френски: Albert Claude, 24 август 1898 – 22 май 1983) е белгийски биолог, който получава Нобелова награда за физиология или медицина през 1974 г., заедно с Кристиан дьо Дюв и Джордж Емил Паладе.

## Биография
Учи инженерство, а след това медицина в университета в Лиеж, Белгия. През зимата на 1928 – 1929 г. работи в Берлин, първо в Institut für Krebsforschung, а след това в Института по биология „Кайзер Вилхелм“ в Далем. През лятото на 1929 г., Клод се присъединява към института „Рокфелер“. Докато работи в Рокфелеровия университет през 1930-те и 1940-те, той използва електронен микроскоп, за изучаване на клетки, което задълбочава научното разбиране на клетъчната структура и функции. Клод открива хлоропластите в клетката.
През 1949 г., той е ръководител на института Жул Борде, Centre des Tumeurs de l'Université Libre de Bruxelles на Université Libre de Bruxelles (ULB) в Брюксел, където остава до 1970 г.
През 1970 г., заедно с Джордо Паладе и Кейт Портър, Клод е награден с Louisa Gross Horwitz Prize на Колумбийския университет. За откритията си по отношение на структурната и функционална организация на клетките, Клод, получава през 1974 г. Нобеловата награда за физиология или медицина, заедно с ученика си Джордж Паладе и Кристиан дьо Дюв.